# Phragmodontidae
Famille
Phragmodontidae est une famille de conodontes de l'ordre des Prioniodontida.

## Genres
- † Acanthocordylodus
- † Acanthodina
- † Nordiora
- † Paraprioniodus
- † Phragmodus
- † Protophragmodus